# Свиноводство на Кубе
Свиноводство является одной из отраслей сельского хозяйства Республики Куба.
Отрасль обеспечивает население продуктами питания, лёгкую промышленность — сырьём (кожа, щетина и др.), а сельское хозяйство — органическими удобрениями (навоз, костная мука…).

## История

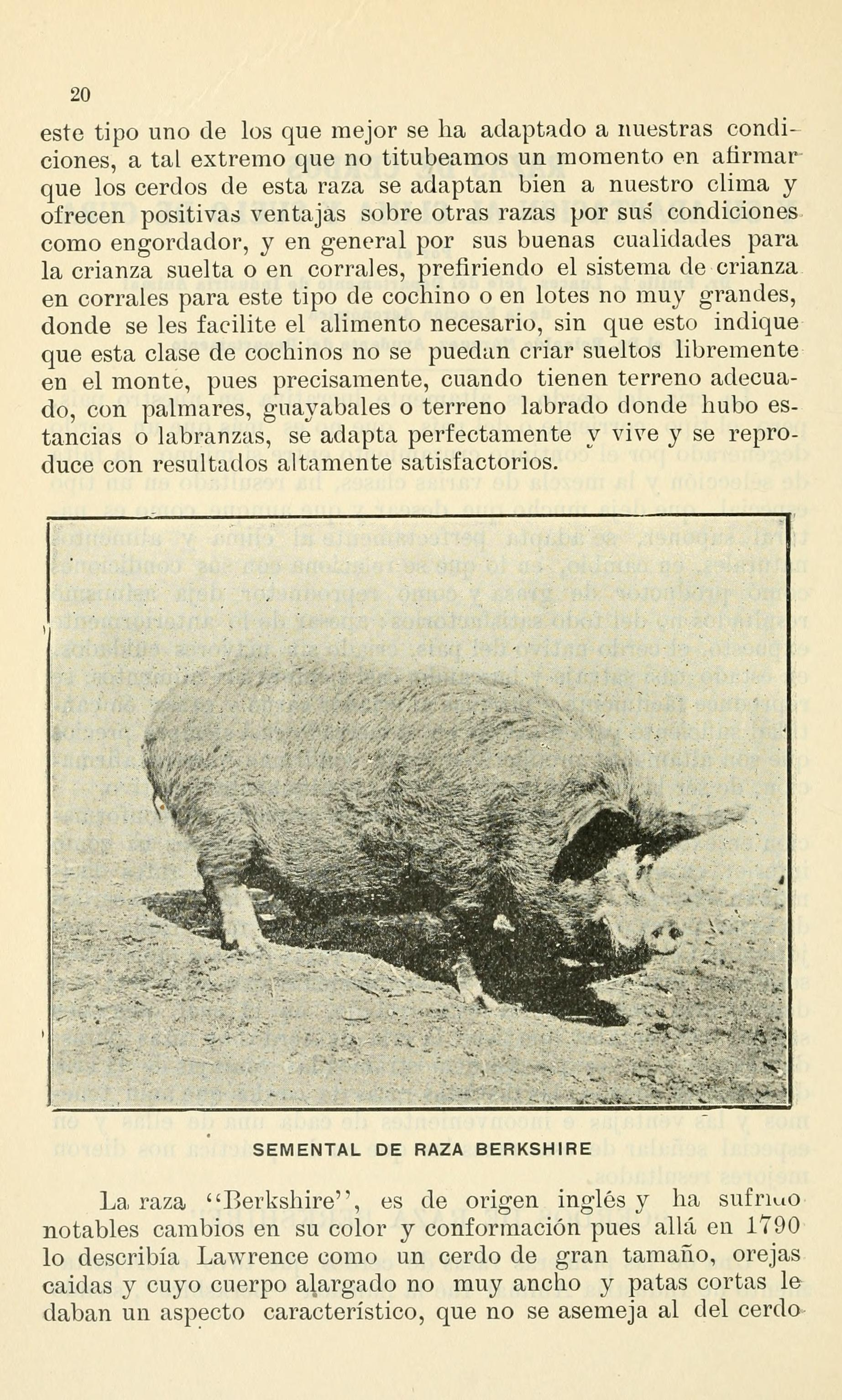
страница изданной на Кубе в 1907 году брошюры с рекомендациями по разведению свиней беркширской породы

По легендам, первые свиньи появились на острове после того, как несколько свиней или поросят сбежали или были выпущены с кораблей экспедиции Х. Колумба. Однако скорее всего они были ввезены испанскими конкистадорами (которые высадились на побережье в 1511 году, основали первые поселения и начали завоевание острова). Некоторое количество свиней сбежало и одичало (они обитали в лесах, но по мере освоения и заселения территории были почти полностью уничтожены). Развитие свиноводства на Кубе началось, когда остров являлся колонией Испании.
К началу 1950-х годов на острове насчитывалось 1,3 млн свиней, в 1956 году — 1356 тыс. свиней.

### 1959—1991
После победы Кубинской революции в январе 1959 года США прекратили сотрудничество с правительством Ф. Кастро и стремились воспрепятствовать получению Кубой помощи из других источников. Власти США ввели санкции против Кубы, а 10 октября 1960 года правительство США установило полное эмбарго на поставки Кубе любых товаров (за исключением продуктов питания и медикаментов).
В 1959 году Куба являлась отсталой аграрной страной с преобладанием экстенсивного сельского хозяйства и избытком малоквалифицированной рабочей силы (четверть взрослого населения была неграмотной), используемой сезонно. У республики не было реальных возможностей (необходимых накоплений для капиталовложений, валютных резервов и квалифицированной рабочей силы) для быстрой индустриализации и создания многоотраслевой экономики, поэтому в первые годы после революции был взят курс на преимущественное развитие и техническое оснащение традиционных отраслей сельского хозяйства (выращивание сахарного тростника и животноводство), а также связанных с ним пищевых производств.
Во время Карибского кризиса в октябре 1962 года корабли военно-морского флота США установили военно-морскую блокаду Кубы в виде карантинной зоны в 500 морских миль вокруг берегов Кубы, блокада продолжалась до 20 ноября 1962 года. Имевшее основания опасаться возобновления блокады острова в условиях продолжавшейся «холодной войны», правительство активизировало деятельность по достижению продовольственной независимости страны от импорта продовольствия.
Одним из приоритетных направлений стало животноводство (в том числе, свиноводство). Были предприняты меры, направленные на увеличение поголовья свиней. Началось создание новых свиноферм (в качестве примера, на острове Пинос был построен крупный свинокомплекс «Мелвис», обеспечивавший столицу и ряд других населённых пунктов в нескольких провинциях страны). Поскольку породистых свиней на острове в это время было очень мало, в Сьерра-де-лос-Органос было создано крупное племенное хозяйство, выращивавшее поросят канадской породы «джерси» для других свиноферм страны. Также было создано государственное предприятие «Empresa Porcina», которое предоставляет крестьянам поросят (для выкармливания и разведения в подсобных хозяйствах).
В 1970/1971 гг. поголовье свиней составляло 1,5 млн голов (из них в государственном секторе сельского хозяйства — 280 тыс. голов).
В 1972 году был создан центр свиноводства (Centro de Investigaciones Porcinas), на базе которого 23 декабря 1985 года был создан институт свиноводства (Instituto de Investigaciones Porcinas).
В 1978 году только в государственном секторе сельского хозяйства поголовье свиней составляло 699 тыс. голов.
Для откорма животных использовали мелассу. В 1979 году правительство Кубы провозгласило курс на бережное потребление ресурсов и расширенное использование местного сырья и вторичную переработку отходов (одним из мероприятий было расширение использования отходов, получаемых при переработке сахарного тростника для производства целлюлозы и комбикорма для свиней); в дальнейшем, кубинскими специалистами была разработана оптимизированная рецептура корма для свиней, на 33 % состоявшая из отходов, получаемых при переработке сахарного тростника — в сочетании с другими компонентами она позволяла эффективно выращивать свиней при экономии зерна (недоступная ссылка с 21-06-2025 [0 дней]).
К началу 1984 года свиноводство и птицеводство были сосредоточены в западной части острова (это было связано с пригородной специализацией сельского хозяйства большей части провинции Гавана и прилегающих районов провинций Пинар-дель-Рио и Матансас).
В 1986 году поголовье свиней составляло 1550,5 тыс. голов, в 1987 году — 1575 тыс. голов.

### После 1991
Распад СССР и последовавшее разрушение торгово-экономических и технических связей привело к ухудшению состояния экономики Кубы в период после 1991 года. Правительством Кубы был принят пакет антикризисных реформ, введён режим экономии.
В октябре 1992 года США ужесточили экономическую блокаду Кубы и ввели новые санкции (Cuban Democracy Act). 12 марта 1996 года конгресс США принял закон Хелмса-Бёртона, предусматривающий дополнительные санкции против иностранных компаний, торгующих с Кубой. Судам, перевозящим продукцию из Кубы или на Кубу, запрещено заходить в порты США.
В 2002 году поголовье свиней составляло 1554,5 тыс.
В 2006 году поголовье свиней составляло 1760,8 тыс., производство свинины — 151,3 тыс. тонн. За счёт собственного производства говядины, свинины и мяса птицы Куба полностью обеспечивает потребности населения в мясе.
Начавшийся в 2008 году мировой экономический кризис осложнил положение в отрасли. В 2008 году поголовье свиней составляло 1878,6 тыс., но в 2009 году сократилось до 1767,8 тыс., а в 2010 году уменьшилось до 1591 тыс.

## Дополнительная информация
- в 1969 году на Кубе была выпущена серия почтовых марок «Planes Especiales Agropecuarias», одной из них являлась марка «Ganado Porcino» номиналом 10 песо